# ميكي ماتسوبارا
ميكي ماتسوبارا (باليابانية: 松原みき؛ بالكانا: まつばら みき) هي ملحنة ومغنية وشاعرة يابانية، ولدت في 28 نوفمبر 1959 في كيشيوادا في اليابان، وتوفيت في 7 أكتوبر 2004 في Nishi-ku, Sakai ‏ في اليابان بسبب سرطان عنق الرحم.
أصبحت أغنيتها الأولى «Mayonaka no Door (Stay With Me)» التي صدرت عام 1979 من الأغاني الناجحة، حيث وصلت إلى المرتبة 28 في قائمة أوريكون، وتم بيع 104,000 نسخة وفقًا لمسح أوريكون، وبيعت 300,000 نسخة وفقًا لإعلان شركة كانيون ريكوردز. بالإضافة إلى ذلك، منذ حوالي عام 2020، أصبحت الأغنية معروفة على نطاق واسع ليس فقط في اليابان ولكن أيضًا في الخارج بفضل منصة تيك توك وعودة ظهور موسيقى البوب الحضرية.

## الحياة المبكرة
ولدت ماتسوبارا في 28 نوفمبر 1959 في كيشيوادا في أوساكا في اليابان. قضت طفولتها في بلدة هيراوكا، نيشي-كو، ساكاي، أوساكا.
نشأت في أسرة مكونة من أربعة أفراد، بما في ذلك والدها ووالدتها وأختها الصغرى. كان والدها عضوًا في مجلس إدارة أحد المستشفيات، وكانت والدتها مغنية جاز غنت مع فرقة الجاز اليابانية ومجموعة الكوميديا «كريزي كاتس». بدأت ماتسوبارا تعلم العزف على البيانو في سن الثالثة، ثم تعرفت لاحقًا على موسيقى الجاز. في طفولتها، التحقت بمدرسة هيراوكا الابتدائية في مدينة ساكاي، ثم التحقت في عام 1972 بمدرسة بول غاكوين الإعدادية. في هذه الفترة، بدأت ماتسوبارا تهتم بموسيقى الروك وانضمت إلى فرقة الروك «كوري-Kurei». في عام 1975، بدأت الدراسة في مدرسة بول غاكوين الثانوية ونشطت كعازفة لوحة مفاتيح في فرقة يوشينويا باند. كانوا يعزفون الأغاني في صالة حفلات حية تسمى تاكتاكو تقع في كيوتو. وُصفت ماتسوبارا بأنها طالبة ممتازة وكان الكثيرون من حولها يتوقعون أن تلتحق بالجامعة، ولكنها كانت قد وضعت بالفعل خططًا لتحقيق حلمها في أن تصبح مغنية. في عام 1977، عندما كانت لا تزال في المدرسة الثانوية، ذهبت ماتسوبارا إلى طوكيو بمفردها في سن 17 عامًا لتبدأ مسيرتها كمغنية. اكتشفها عازف البيانو الياباني يوزورو سيرا وهي تعزف الموسيقى وتغني في أماكن مختلفة في كانتو، مثل صالة الحفلات الموسيقية الحية بيردلاند الواقعة في روبونغي، طوكيو.

## وصلات خارجية
- ميكي ماتسوبارا على موقع IMDb (الإنجليزية)
- ميكي ماتسوبارا على موقع ميوزك برينز (الإنجليزية)
- ميكي ماتسوبارا على موقع أول ميوزيك (الإنجليزية)
- ميكي ماتسوبارا على موقع ديسكوغز (الإنجليزية)
- ميكي ماتسوبارا على موقع ANN person (الإنجليزية)